# Hetzerath (Eifel)

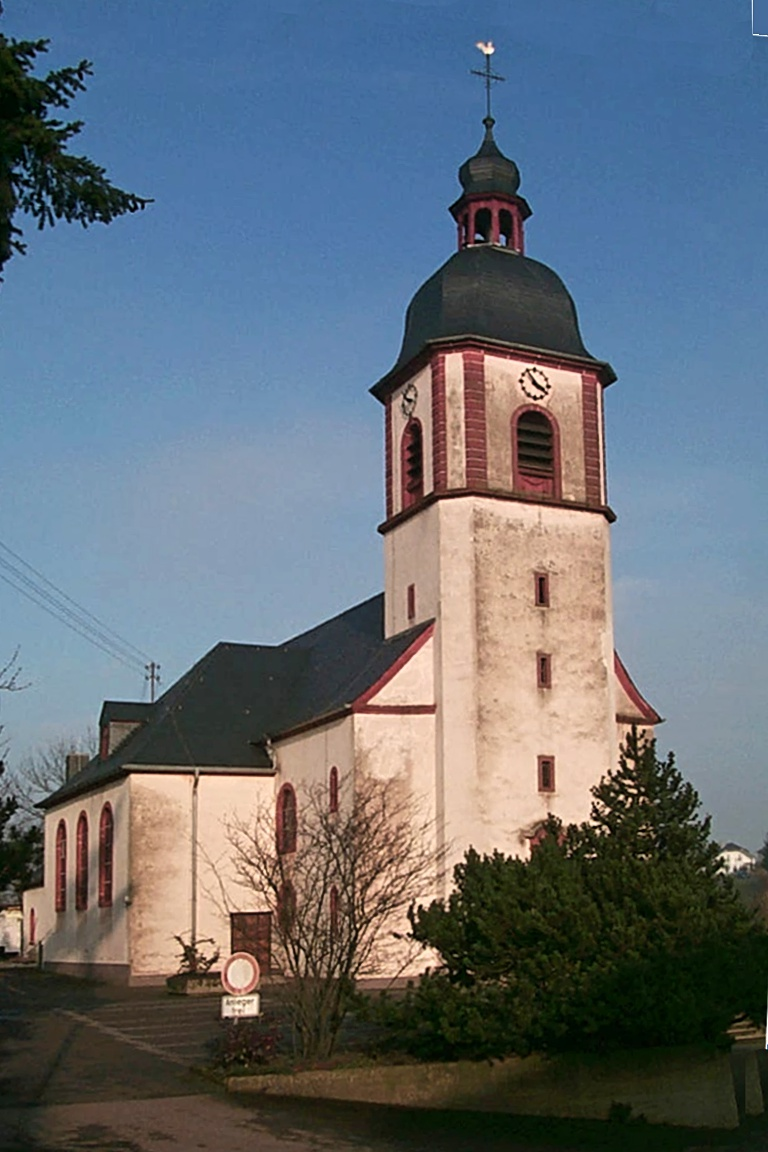
Pfarrkirche St. Hubertus

Hetzerath ist eine Ortsgemeinde im Landkreis Bernkastel-Wittlich in Rheinland-Pfalz. Sie gehört der Verbandsgemeinde Wittlich-Land an.

## Geographie
Der Ort liegt am Rande der Südeifel in der Wittlicher Senke zwischen den Städten Wittlich und Trier in fünf Kilometern Entfernung zur Mosel. Zu Hetzerath gehören auch der Ortsteil Erlenbach sowie die Wohnplätze Bernhardshof, Haus Rau, Johanneshof, Marienhof und Zimmerhof.

## Geschichte
Hetzerath wurde erstmals 893 im Prümer Urbar als Salmana (Hof der Salm) urkundlich erwähnt. Im 9. oder 10. Jahrhundert erfolgte eine Umbenennung in Hecelroide (Rodung des Hezilo). Die älteste urkundliche Erwähnung nach der Umbenennung stammt von 1068.
Ab 1794 stand Hetzerath unter französischer Herrschaft, 1815 wurde der Ort auf dem Wiener Kongress dem Königreich Preußen zugeordnet.
Zum Amt Hetzerath gehörten 1931 die Gemeinden Erlenbach, Hetzerath und Rivenich.
Seit 1946 ist Hetzerath Teil des damals neu gebildeten Landes Rheinland-Pfalz.
Bevölkerungsentwicklung
Die Entwicklung der Einwohnerzahl von Hetzerath, die Werte von 1871 bis 1987 beruhen auf Volkszählungen:
| Jahr | Einwohner |
| ---- | --------- |
| 1815 | 508       |
| 1835 | 810       |
| 1871 | 898       |
| 1905 | 881       |
| 1939 | 1.109     |

| Jahr | Einwohner |
| ---- | --------- |
| 1950 | 1.232     |
| 1961 | 1.567     |
| 1970 | 1.641     |
| 1987 | 1.751     |
| 2005 | 2.023     |

## Kirchengeschichte
Die Ursprünge der Pfarrei Hetzerath reichen bis in das 9. Jahrhundert zurück. König Pippin schenkte der Abtei Prüm im Jahre 752 Fischereirechte an der Mosel zwischen Mehring und Schweich und 10 Jahre später, 762, die Grundherrschaften Mehring und Schweich samt Zubehör.
Das Goarspatrozinium ist seit der Mitte des 9. Jahrhunderts für die Kirche möglich. Dieses Patrozinium weist eindeutig auf den Bezug zum Kloster Prüm hin. Das Grab des heiligen Goar wurde der Abtei Prüm im 8. Jahrhundert von König Pippin geschenkt und in der Folgezeit ist immer wieder eine enge Beziehung der Abtei Prüm zu diesem Kirchenpatron festzustellen.
Erstmals urkundlich genannt wurde eine Filialkirche in Hetzerath in der Taxa generalis, die in der 1. Hälfte des 14. Jahrhunderts abgefasst wurde. Hetzerath gehörte neben Bekond (Bakunna), Föhren (Vurna) und Schweich (Sueche) als Filiale zur Mutterkirche Mernich (Mehring) an der Mosel. Die Mutterkirche Mehring musste wegen Hetzenrait, Bakunna und Vurna 5 Malter Hafer und 1 Malter Korn abliefern. Da Hetzerath neben Bekond und Föhren hier besonders aufgeführt wurde, könnte der Ort schon damals eine eigene Kirche gehabt haben. In der Taxa heißt es weiter, dass die Gemeinde Hetzerath an Abgaben 20 Denare zu zahlen habe. Aus den Angaben der ersten Tridentinischen Visitation, 1569, erfahren wir, dass der Patron der Kirche der heilige Goar ist. Die Kirche hatte 2 Altäre und 2 Kelche. Hetzerath wurde damals als Filiale von Föhren aufgeführt. Die Äbtissin von Niederprüm bezog den kleinen und den großen Zehnten. Abt Gerhard von Prüm hatte dem von ihm gegründeten Benediktinerinnenkloster Niederprüm die Kirche Mehring mit dem Patronatsrecht im Jahre 1190 geschenkt. Im Jahre 1602 erfolgte die förmliche Abtrennung der Bartholomäuskirche in Föhren von Mehring und die Errichtung eines eigenständigen Pfarrbezirks mit den Filialen Bekond, Hetzerath, Erlenbach und Naurath. Anlässlich der Visitation im Jahre 1641 werden alle Kapellen der Pfarrei als sehr reparaturbedürftig bezeichnet. Die Filiale Hetzerath besaß damals schon eine gewisse Selbstständigkeit, da sie einen eigenen Kirchhof und das Recht auf die Erteilung sämtlicher Sakramente hatte. Diese ging anscheinend durch Kriegswirren teilweise wieder verloren. Die Visitation von 1652 berichtete folgendes: „Hetzerath hatte früher alle Sakramente, wegen der durch die Soldaten angerichteten Verwüstungen hat es aber jetzt nur mehr den Taufstein.“ Im Jahre 1762 befand sich im Ort ein eigener Geistlicher, Kaplan Schmitz. In dieser Zeit fand auch ein Wechsel des Kirchenpatrons von Goar zu Quirinus statt. Quirinus wurde im 19. Jahrhundert durch Hubertus als Patron abgelöst. Quirinus trat an die zweite Stelle. Im Jahre 1804 wurde Hetzerath zum ersten Mal vom damaligen Bischof Mannay als Pfarrei visitiert. Die offizielle Pfarrerrichtung fand im Jahre 1806 statt.

## Politik

### Bürgermeister
Werner Monzel wurde 2011 Ortsbürgermeister von Hetzerath.
Er wurde 2014, 2019 und 2024 jeweils wiedergewählt.
Monzels Vorgänger Otmar Mischo (1951–2011) wurde 1999 zum Ortsbürgermeister gewählt und 2004 und 2009 im Amt bestätigt.

### Wappen
| Wappen von Hetzerath | Blasonierung: „Von Silber und Blau neunmal geteilter Schild, belegt mit einem roten Balkenkreuz, dies wiederum belegt mit einer silbernen Lilie.“                                                                                        |
| Wappen von Hetzerath | Wappenbegründung: Das Wappen wurde am 13. Februar 1979 von der Bezirksregierung Trier genehmigt. Es entspricht dem Wappen der 1970 aufgelösten Verbandsgemeinde Hetzerath (bis 1968 Amt Hetzerath), mit Ausnahme des blauen Schildbords. |

## Wirtschaft und Infrastruktur
Im Ort befindet sich ein Bahnhof an der Eisenbahnstrecke Koblenz-Trier. Folgende Linien verkehren dort:
| Linie | Bezeichnung     | Zuglauf | Taktfrequenz    |
| ----- | --------------- | --- | --------------- |
| RE 1  | Südwest-Express | Koblenz – Cochem – Bullay – Wittlich – Hetzerath – Trier – Saarlouis – Völklingen – Saarbrücken – Homburg – Kaiserslautern | ein Zug Mo – Sa |
| RE 11 | De-Lux-Express  | Koblenz – Cochem – Bullay – Wittlich – Hetzerath – Trier – Wasserbillig – Sandweiler-Contern – Luxemburg                   | ein Zug Mo – Sa |
| RB 81 | Moseltal-Bahn   | Koblenz – Cochem – Bullay – Wittlich – Hetzerath – Trier                                                                   | 60 min          |
| RB 82 | Elbling-Express | (Wittlich – Hetzerath –) Trier – Konz Mitte – Wellen – Perl                                                                | einzelne Züge   |
| RB 83 | De-Lux-Bahn     | Wittlich – Hetzerath – Trier – Wasserbillig – Munsbach – Wecker – Sandweiler-Contern – Luxemburg                           | 60 min Mo – Sa  |

RE 1 und RE 11 verkehren zwischen Koblenz und Trier in Doppeltraktion und werden in Trier geflügelt.
Die Landesstraße 141 durchzieht den Ort auf seiner gesamten Länge.
Ein wesentlicher Wirtschaftsstandort ist der Industriepark Region Trier zwischen Föhren und Hetzerath.
Hier sind rund 80 Unternehmen ansässig. Sie bieten viele Arbeitsplätze für die Region, auch für Hetzerath.

## Söhne und Töchter der Gemeinde
- Josef Feiten (1888–1957), Pädagoge und Schriftsteller